# 美姬灰蝶屬
美姬灰蝶屬（學名：Megisba）是灰蝶科眼灰蝶亞科中的一個屬。兩個物種分佈於不同地域，美姬灰蝶（M. malaya）分佈於印度至哈馬黑拉島；斯美姬灰蝶（M. strongyle）分佈於新幾內亞和澳大利亞。

## 物種
- 美姬灰蝶 （Megisba malaya） Horsfield, [1828]
- [2]（Megisba strongyle） Felder, 1860